# Bandera de les Tribus Unides de Nova Zelanda
La bandera de les Tribus Unides de Nova Zelanda (en maori, Te Whakaputanga) o Te Kara (per "els colors") és una bandera dissenyada originalment per Henry Williams, cap de la Societat Missionera de l'Església de Nova Zelanda. Fou adoptada com a bandera nacional per un grup de caps maoris el 1834.

## Descripció

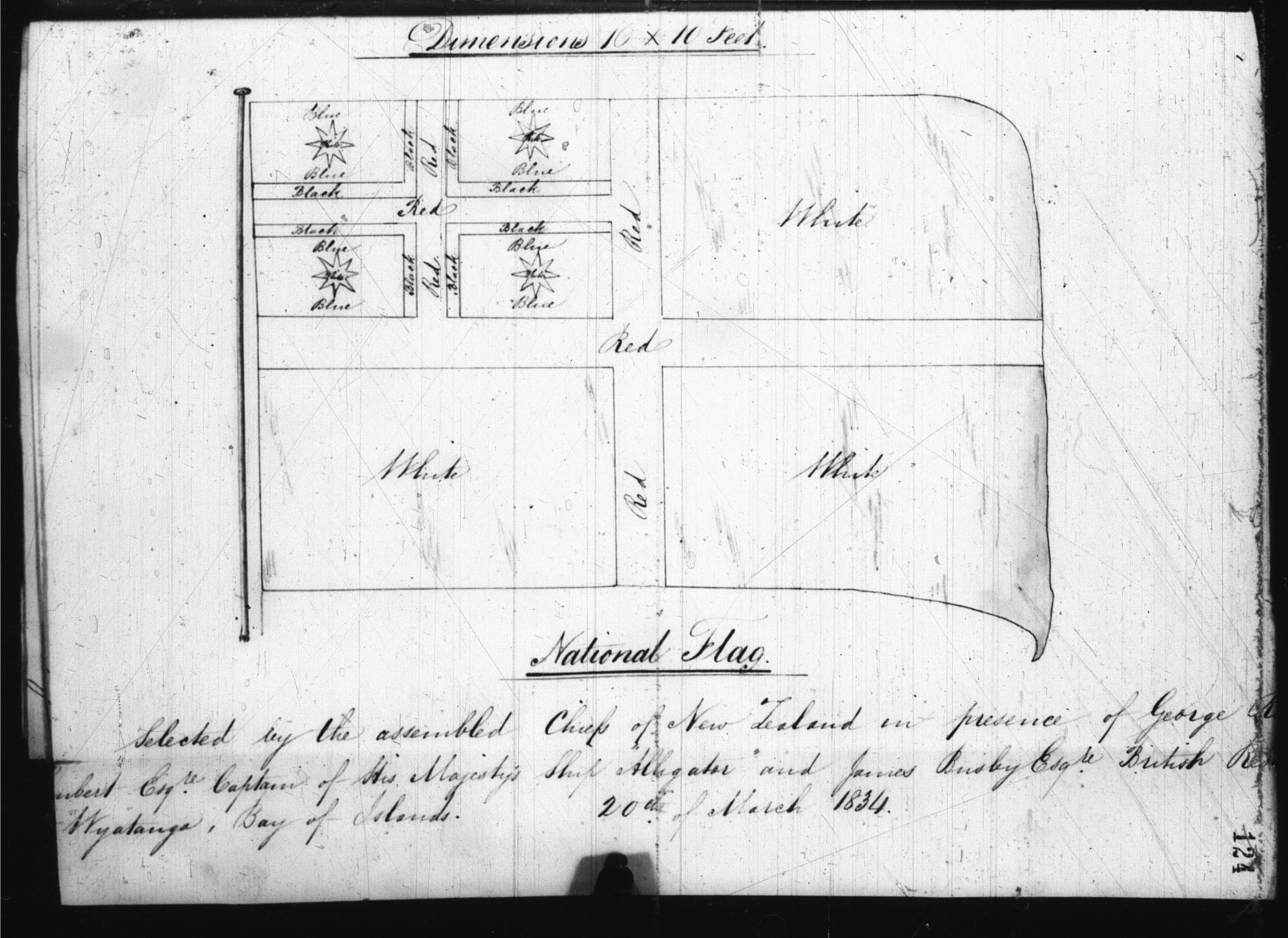
Dibuix de la bandera enviat per James Busby a l'oficina colonial després de la seva adopció el 1834.

Es tracta d'una bandera amb la creu de Sant Jordi a la qual se li afegeix al quarter una altra creu de sant Jordi amb quatre estels blancs de vuit puntes a cadascun dels quarters amb el fons blau marí. La bandera adoptada per les Tribus Unides el 1834 tenia un fimbriat negre al voltant de la creu del quarter, encara que es va canviar a blanca poc després per raó de la regla de contrarietat dels colors. També s'han utilitzat banderes sense fimbriat i versions amb estels de cinc i sis puntes.

### Simbolisme
El significat exacte del disseny de la bandera no s'especifica als primers documents. En general, la creu de sant Jordi representa Anglaterra, utilitzada com a ensenya nacional des del segle XII, però també pot representar l'afiliació de Henry Williams amb l'Església d'Anglaterra, sent una pràctica habitual que les esglésies que en són membre la utilitzin amb les armes de la seva diòcesi al quarter. S'ha especulat que les estrelles representen la Creu del Sud, però l'historiador neozelandès James Laurenson argumenta que són estrelles d'Anglaterra, símbols religiosos amb arrels a l'heràldica britànica.

### Colors
La bandera no els colors oficialitzats però històricament s'han utilitzat els colors procedents de la bandera britànica.
| Model de color | Blau      | Vermell   | Blanc         |
| -------------- | --------- | --------- | ------------- |
| Pantone        | 280C      | 186C      | Blanc         |
| RGB            | 0, 0, 102 | 204, 0, 0 | 255, 255, 255 |
| HTML           | #012169   | #C8102E   | #FFFFFF       |

## Avui en dia
La bandera continua sent utilitzat per alguns maoris per representar la seva nació i cultura, però durant el juliol i l'agost de 2009 es van rebre més de 1.200 comunicacions en les que només el 20% d'aquestes van designar aquesta com la bandera nacional preferida dels maoris. La minoria de grups maoris que segueixen preferint la Te Kara  ha rebut pressions d'organitzacions i activistes perquè adoptin la bandera nacional maori.

## Altres banderes

Bandera de les Tribus Unides però fimbriada en negre.
Bandera de McDonnell que onejava a bord del vaixell Sir George Murray.
Proposta de 1834 rebutjada per James Busby.